# مانی علیا
مانی روستایی از توابع بخش مرکزی شهرستان رفسنجان در استان کرمان ایران است.

## جمعیت
این روستا در دهستان سرچشمه رفسنجان قرار دارد و براساس سرشماری مرکز آمار ایران در سال ۱۳۸۵، جمعیت آن ۱۸۴ نفر (۵۹خانوار) بوده‌است. جمعیت مانی در سال 1400 بیش از هزار نفر میباشد و به دلیل نزدیکی به معدن مس سرچشمه رفسنجان جمعیت زیادتری ساکن شدند